# Apis (constelación)
Apis o la Abeja fue el nombre originario de la actual constelación Musca creada por Johann Bayer en 1603 cerca de la Cruz del Sur. En 1752, Nicolas Louis de Lacaille le cambiaría el nombre a Musca Australis como contrapartida de la también desaparecida constelación de Musca Borealis (constelación que también ha sido conocida como Apes o Vespa) que existía en el hemisferio norte celeste. En la actualidad su nombre es simplemente Musca.

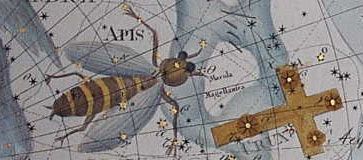
Imagen de la constelación de Apis y Crux.